# Ziridava smithersi
Gymnoscelis smithersi là một loài bướm đêm trong họ Geometridae.